# Arid (ban nhạc)
Arid là một ban nhạc rock Bỉ, được thành lập vào giữa thập niên 1990, gồm bốn thành viên: Jasper Steverlinck (giọng hát và guitar), David Du Pré (guitar), Filip Ros (bass) và Steven Van Havere (trống).

## Danh sách đĩa nhạc

### Album
- 1998 - Little Things Of Venom (phát hành tại Hoa Kỳ năm 2000 với tên gọi At The Close Of Every Day)
- 2002 - All Is Quiet Now
- 2003 - Live
- 2008 - All Things Come in Waves

- Danh sách bài hát

1. "Right This Time" — 2:45
2. "When It's Over It's Over" — 3:54
3. "Words" — 3:46
4. "Why Do You Run" — 3:00
5. "Lost Stories (Run Away With You)" — 4:11
6. "If You Go" — 4:10
7. "Tied To The Hands That Hold You" — 3:13
8. "I Don't Know Where I'm Going" — 3:02
9. "I Hear Voices" — 3:28
10. "In Praise Of" — 3:17

- 2010 - Under the Cold Street Lights

Danh sách bài hát
1. "The Flood" -- 4:37
2. "Come On" -- 3:28
3. "Something Brighter" -- 3:39
4. "Seven Odd Years" -- 3:14
5. "Mindless" -- 4:11
6. "All That's Here Is All That's Left" -- 4:40
7. "Custom Gold" -- 3:57
8. "Broken Dancer" -- 3:27
9. "Lock And Chain" -- 4:35
10. "Cold Street Lights" -- 3:55

### Đĩa đơn
- "Life" (1999)
- "Believer" (1999)
- "Too Late Tonight" (1999)
- "Me And My Melody" (2000)
- "All Will Wait" (2000)
- "You Are" (2002)
- "Everlasting Change" (2002)
- "Life On Mars" (2002)
- "Let Her Down Easy" (2003)
- "Words"  (2007)
- "Why Do You Run"  (2007)
- "Come On"  (2010)
- "Broken Dancer"  (2010)
- "The High Life" (2011)
- "Seven Odd Years" (2012)